# محمد عبدی (نویسنده)
محمّد عبدی (زادهٔ ۱۳۵۳) داستان‌نویس، منتقد فیلم و پژوهشگر هنر ایرانی مقیم لندن است.

## فعالیت فرهنگی
عبدی نوشتن نقد و مطالب سینمایی را از سال ۱۳۶۹ آغاز کرد و از آن زمان با فعالیت ممتد به عنوان منتقد سینما و منتقد هنری در بیش از پنجاه نشریه و رسانه در ایران و خارج از ایران به نوشتن نقد و مقاله عمدتاً دربارهٔ سینما و همچنین دربارهٔ تئاتر، ادبیات و هنرهای تجسمی پرداخته‌است. او سردبیر دوره اول مجله هنر هفتم (۱۳۷۸ و ۱۳۷۹) بوده‌است.

اولین مجموعه داستان عبدی شامل دوازده داستان کوتاه با عنوان «مرگ یک روشنفکر» در سال ۱۳۸۱ توسط نشر ورجاوند منتشر شد. 
او در سال ۱۳۸۴ به لندن مهاجرت کرد.
اولین رمان او به نام «پنج زن» در سال ۱۳۹۹ در لندن منتشر شد.
عبدی فیلم‌های مستندی دربارهٔ ابراهیم گلستان، سوسن تسلیمی و رضا قاسمی ساخته‌است. 
او عضو انجمن بین‌المللی منتقدان سینما (فیپرشی) و داور چند جشنواره جهانی فیلم از جمله جشنواره‌های جهانی بوسان، تسالونیکی، مسکو و کی یف بوده و در میزگردها و سخنرانی‌هایی دربارهٔ سینمای ایران در جشنواره‌ها از جمله جشنواره جهانی فریبورگ در سوئیس شرکت داشته‌است. 

## آثار

### فیلم‌شناسی
- ابراهیم گلستان؛ نقطه سر سطر
- در دوردست…
- نجواگر همنوایی شبانه؛ دیدار با رضا قاسمی